# Hoạt động tình dục của con người

Một trong những hoạt động tình dục ở con người là giao hợp.

Hoạt động tình dục của con người, hành vi tình dục của con người hoặc thực hành tình dục của con người là cách thức mà con người trải nghiệm và thể hiện tính dục của họ. Con người tham gia vào một loạt các hành vi tình dục, bao gồm các hoạt động tình dục một mình (tức là thủ dâm) đến các hành vi thực hiện trên người khác (gồm có quan hệ tình dục, tình dục không xâm nhập, tình dục bằng miệng, v.v...) theo các tần suất khác nhau, vì nhiều lý do khác nhau. Hoạt động tình dục thường dẫn đến hứng tình và những thay đổi tâm sinh lý ở người bị kích thích, một số trong đó được thể hiện rõ ràng, trong khi những người khác lại thể hiện theo những cách tinh tế hơn. Hoạt động tình dục cũng có thể bao gồm hành vi và các hoạt động nhằm kích thích tình dục cho người khác hoặc nâng cao đời sống tình dục của người khác, chẳng hạn như các chiến lược tìm kiếm hoặc thu hút bạn tình (hành vi tán tỉnh và hành vi khoe hàng) hoặc tương tác cá nhân giữa các cá nhân (ví dụ, khởi động tình dục hoặc BDSM). Các hoạt động tình dục có thể được thực hiện sau khi hứng tình.
Hoạt động tình dục của con người có các khía cạnh xã hội học, nhận thức, cảm xúc, hành vi và sinh học; bao gồm cảm xúc gắn kết cá nhân, chia sẻ cảm xúc và sinh lý học của hệ sinh dục, ham muốn tình dục, quan hệ tình dục và các hành vi tình dục dưới mọi hình thức.
Ở một số nền văn hoá, hoạt động tình dục chỉ được chấp nhận trong phạm vi hôn nhân, trong khi tình dục trước hôn nhân và ngoại tình bị nghiêm cấm. Một số hoạt động tình dục là bất hợp pháp trên toàn cầu hoặc ở một số quốc gia hoặc khu vực pháp lý địa phương, trong khi một số hoạt động tình dục được coi là trái với các chuẩn mực xã hội của một số xã hội hoặc nền văn hoá nhất định. Hai ví dụ là các tội hình sự trong hầu hết các tài phán là bạo lực tình dục và hoạt động tình dục với một người dưới độ tuổi trưởng thành.

## Phân loại

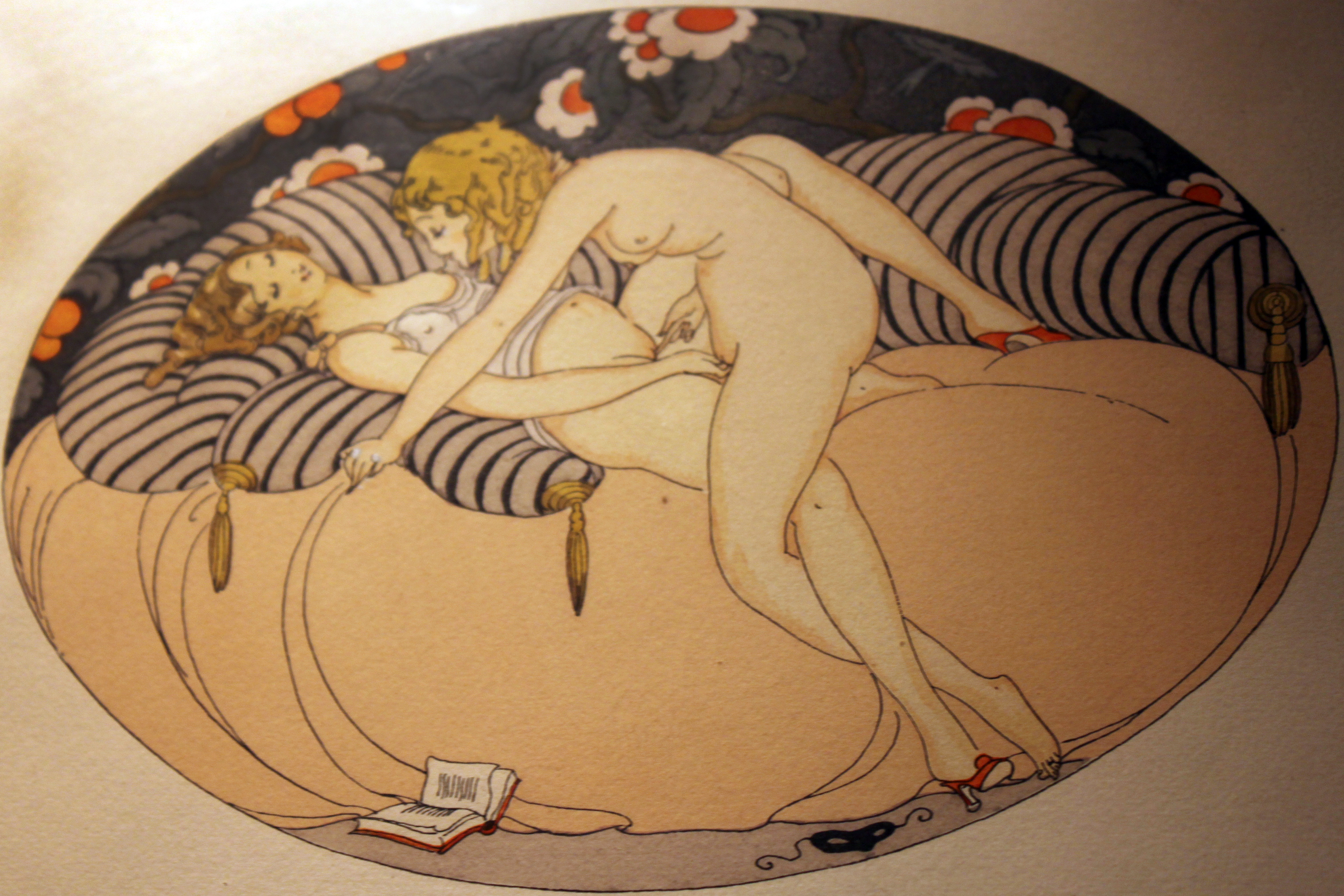
Tác phẩm nghệ thuật vẽ năm 1925 của Gerda Wegener "Les delassements d'Eros" ("Sự tái tạo của Eros"), với cảnh làm tình của hai người phụ nữ

Hoạt động tình dục có thể được phân thành một số cách: các hành vi liên quan đến một người (còn gọi là hành vi tự kích dục) như thủ dâm, hoặc với hai hay nhiều người như tình dục qua âm đạo, tình dục hậu môn, tình dục bằng miệng hoặc thủ dâm cho nhau. Nếu có hơn hai người tham gia hành vi tình dục, hành vi đó có thể gọi là tình dục tập thể. Hoạt động tình dục tự kích thích có thể liên quan đến việc sử dụng dương vật giả, máy rung, nút hậu môn, và các đồ chơi tình dục, mặc dù các thiết bị này cũng có thể được sử dụng với một bạn tình.
Hoạt động tình dục có thể được phân loại theo giới tính xã hội và thiên hướng tình dục của những người tham gia, cũng như theo mối quan hệ của những người tham gia. Ví dụ, mối quan hệ có thể là mối quan hệ vợ chồng trong hôn nhân, bạn tình, bạn tình ngắn hạn hoặc vô danh. Hoạt động tình dục có thể được coi là cổ điển/thông thường hoặc hiện đại/lệch lạc, ví dụ các hành vi ái vật, lệch lạc tình dục, hoặc BDSM. Các lệch lạc tình dục có thể có nhiều hình thức, từ việc say mê một số bộ phận cơ thể, ví dụ như thích ngực lớn, lông nách hoặc tôn thờ cặp chân. Đối tượng say mê thường là giày, ủng, đồ lót, quần áo, đồ da hoặc các mặt hàng cao su. Một số thực hành không thông thường có thể là nguy hiểm. Chúng bao gồm kích dục bằng cách gây ngạt thở và tự trói mình. Khả năng gây thương tích hoặc thậm chí tử vong tồn tại khi tham gia vào các trò chơi tình dục của các bạn tình (gây nghẹt thở và trói bạn tình) trở nên tăng mạnh trong trường hợp tự kích thích tình dục do sự cô lập và thiếu sự hỗ trợ nếu gặp vấn đề.
Hoạt động tình dục có thể là đồng thuận, có nghĩa là cả hai hoặc tất cả người tham gia đồng ý tham gia và ở độ tuổi mà họ có thể đồng ý, hoặc có thể xảy ra dưới áp lực hoặc cưỡng ép, thường được gọi là bạo lực tình dục hoặc hiếp dâm. Ở các nền văn hoá và quốc gia khác nhau, các hoạt động tình dục khác nhau có thể là hợp pháp hoặc bất hợp pháp liên quan đến tuổi, giới tính, tình trạng hôn nhân hoặc các yếu tố khác của người tham gia hoặc đi ngược lại chuẩn mực xã hội hoặc đạo đức tình dục.